# Colus periscelidus
Colus periscelidus är en snäckart som först beskrevs av Dall 1891.  Colus periscelidus ingår i släktet Colus och familjen valthornssnäckor. Inga underarter finns listade i Catalogue of Life.